# Новое Почвино
Новое Почвино — деревня в Вышневолоцком городском округе Тверской области.

## География
Находится в центральной части Тверской области на расстоянии приблизительно 14 км по прямой на север-северо-запад от вокзала железнодорожной станции Вышний Волочёк.

## История
На карте, где показано состояние местности на 1848 год, деревня уже была отмечена. В 1859 году здесь (деревня Вышневолоцкого уезда) было учтено 4 двора. До 2019 года входила в состав ныне упразднённого Солнечного сельского поселения Вышневолоцкого муниципального района.

## Население
Численность населения составляла 47 человек (1859 год), 10 (русские 90 %) в 2002 году, 6 в 2010.